# Papemolen (Voorschoten)
De Papemolen was een windmolen die onder Voorschoten stond in de Papenwegse Polder aan de Dobbewatering, dus ten westen van de spoorlijn Leiden-Den Haag.
Het was een conisch gemetselde poldermolen met een rietgedekte kap en met een ingebouwd scheprad (opvoerhoogte ongeveer 1 meter). In 1931 werd de molen uitgerust met een schroefpomp.
Nadat in 1737 vergunning was verleend werd de molen in 1738 gebouwd ter vervanging van een eerdere molen.
De molen is in 1950 buiten gebruik gesteld, in 1952 goeddeels afgebrand en in 1953 helemaal gesloopt.